# Nick Reed
Nicholas Matthew Reed (Oakland, 1º settembre 1987) è un ex giocatore di football americano statunitense che ha militato nel ruolo di defensive end nella National Football League (NFL).

## Carriera
Al college Greene giocò a football a Oregon, venendo premiato come All-American. Fu scelto nel corso del settimo giro (247º assoluto) del Draft NFL 2009 dai Seattle Seahawks. Grazie a una pre-stagione positiva riuscì a entrare nel roster per l'inizio della stagione regolare, giocando come pass rusher di riserva. L'11 ottobre 2009 ritornò un fumble forzato dal compagno Lawrence Jackson per 79 yard in touchdown contro i Jacksonville Jaguars. In quella partita mise a segno anche l'unico sack in carriera. Il 4 settembre 2010 fu svincolato.
Il 9 novembre 2010 Reed fece un provino con i Philadelphia Eagles ma non gli fu offerto un contratto. Il mese successivo fece un altro provino con i Pittsburgh Steelers non andato a buon fine.
Il 20 gennaio 2011 Reed firmò con i Chicago Bears riuscendo a rientrare nel roster per l'inizio della stagione regolare. Fu svincolato il 14 novembre 2011.
Il 13 dicembre 2011 Reed firmò con i Tampa Bay Buccaneers. Il 22 marzo 2012 fu svincolato.
Il 15 maggio 2012 Reed firmò con i Minnesota Vikings un contratto biennale.  Il 31 agosto 2012 fu svincolato.